# Jorge Payá
Jorge Payá Rodríguez (* 10. Juli 1963 in Manresa) ist ein ehemaliger spanischer Wasserballspieler.

## Karriere
Payá begann seine Karriere beim CN Manresa und wechselte später zum CN Catalunya. Mit letzterem Verein gewann er zahlreiche Titel auf nationaler und internationaler Ebene. In den Jahren 1990, 1992, 1993 und 1994 wurde er spanischer Meister. Zusätzlich sicherte er sich 1990, 1992 und 1994 auch den Pokalsieg. Auf internationaler Ebene gewann er mit der Mannschaft 1992 den Europapokal der Pokalsieger und 1995 den Europapokal der Landesmeister. In beiden Jahren holten sie zudem den Europäischen Supercup.
Für die spanische Nationalmannschaft debütierte er im Jahr 1983. Noch im selben Jahr gewann er Bronze bei der Europameisterschaft in Rom. Die nächste Medaille folgte 1987 bei den Mittelmeerspielen im syrischen Latakia, bei denen das Team Silber errang. Seine erste Olympiateilnahme absolvierte der Spanier 1988 bei den Spielen in Seoul, wo er den sechsten Platz belegte. Sechs Jahre später erzielte er bei der Weltmeisterschaft in Rom die Silbermedaille. Seinen letzten großen Erfolg feierte er 1996 bei seiner zweiten Olympiateilnahme. Bei den Spielen in Atlanta wurde er Olympiasieger.
Nach dem Ende seiner aktiven Laufbahn war er unter anderem als Trainer und später als Geschäftsführer des CN Catalunya tätig.